# PGC 2170890
LEDA/PGC 2170890 ist eine Galaxie im Sternbild Perseus am Nordsternhimmel. Sie ist schätzungsweise 766 Millionen Lichtjahre von der Milchstraße entfernt und hat einen Durchmesser von etwa 175.000 Lichtjahren. Vom Sonnensystem aus entfernt sich das Objekt mit einer errechneten Radialgeschwindigkeit von näherungsweise 17.000 Kilometern pro Sekunde.

## Galaktisches Umfeld
| Nr. | Galaxie          | Alternativname            | Rek          | Dek          | Distanz/asec |
| --- | ---------------- | ------------------------- | ------------ | ------------ | ------------ |
| →   | LEDA/PGC 2170890 | 2MASX J02374288+4047049   | 02h37m42.88s | +40d47m04.8s | 0            |
| 1   | LEDA/PGC 2171445 | 2MASX J02374569+4049181   | 02h37m45.69s | +40d49m18.0s | 137.72       |
| 2   | LEDA/PGC 2169424 | 2MASX J02370086+4041034   | 02h37m00.88s | +40d41m03.6s | 597.87       |
| 3   | LEDA/PGC 90627   | WISEA J023836.02+403943.0 | 02h38m35.80s | +40d39m43.0s | 742.13       |
| 4   | LEDA/PGC 10025   | UGC 2126                  | 02h38m47.07s | +40d41m55.1s | 792.41       |
| 5   | LEDA/PGC 2167340 | 2MASX J02374131+4032289   | 02h37m41.33s | +40d32m29.0s | 877.21       |